# Thomas Arthur de Lally-Tollendal
Thomas Arthur, grof de Lally-Tollendal, francoski general, guverner Francoske Indije, * 13. januar, 1702, Romans-sur-Isère, Daufineja, † 9. maj 1766, Place de Grève, Pariz.
1. ↑  Encyclopædia Britannica